# The Complete Blue Note Hank Mobley Fifties Sessions
The Complete Blue Note Hank Mobley Fifties Sessions sono una raccolta di sei CD di Hank Mobley incisi tra il 1955 ed il 1958, pubblicato dalla Mosaic Records nel 1998.Tutti i brani della raccolta furono registrati al Van Gelder Studio di Hackensack, New Jersey (Stati Uniti).

## Tracce
CD 1
1. Hank's Prank – 4:31 (Hank Mobley) – Registrato il 27 marzo 1955
2. My Sin – 3:50 (Hank Mobley) – Registrato il 27 marzo 1955
3. Avila and Tequila – 4:31 (Hank Mobley) – Registrato il 27 marzo 1955
4. Walkin' the Fence – 3:40 (Hank Mobley) – Registrato il 27 marzo 1955
5. Love for Sale – 4:32 (Cole Porter) – Registrato il 27 marzo 1955
6. Just Coolin' – 4:10 (Hank Mobley) – Registrato il 27 marzo 1955
7. Hank's Prank (Alternate Take) – 4:17 (Hank Mobley) – Registrato il 27 marzo 1955
8. Walkin' the Fence (Alternate Take) – 4:28 (Hank Mobley) – Registrato il 27 marzo 1955
9. Touch and Go – 9:16 (Hank Mobley) – Registrato il 25 novembre 1956
10. Double Whammy – 8:12 (Hank Mobley) – Registrato il 25 novembre 1956
11. Barrel of Funk – 11:21 (Hank Mobley) – Registrato il 25 novembre 1956
12. Mobleymania – 8:27 (Hank Mobley) – Registrato il 25 novembre 1956

CD2
1. Barrel of Funk (Alternate Take) – 11:16 (Hank Mobley) – Registrato il 25 novembre 1956
2. Reunion – 6:58 (Hank Mobley) – Registrato il 13 gennaio 1953
3. Ultramarine – 10:40 (Hank Mobley) – Registrato il 13 gennaio 1953
4. Don't Walk – 7:51 (Hank Mobley) – Registrato il 13 gennaio 1953
5. Lower Stratosphere – 6:40 (Hank Mobley) – Registrato il 13 gennaio 1953
6. Mobley's Musings – 6:06 (Hank Mobley) – Registrato il 13 gennaio 1953

CD 3
1. Funk in Deep Freeze – 6:49 (Hank Mobley) – Registrato l'8 marzo 1957
2. Wham and They're Off – 7:42 (Hank Mobley) – Registrato l'8 marzo 1957
3. Fin de L'Affaire – 6:39 (Hank Mobley) – Registrato l'8 marzo 1957
4. Startin' from Scratch – 6:41 (Hank Mobley) – Registrato l'8 marzo 1957
5. Stella Wise – 7:18 (Hank Mobley) – Registrato l'8 marzo 1957
6. Base on Balls – 7:31 (Hank Mobley) – Registrato l'8 marzo 1957
7. Funk in Deep Freeze (Alternate Take) – 6:57 (Hank Mobley) – Registrato l'8 marzo 1957
8. Wham and They're Off (Alternate Take) – 7:37 (Hank Mobley) – Registrato l'8 marzo 1957
9. Fit for a Hammer – 7:21 (Hank Mobley) – Registrato il 21 aprile 1957

CD 4
1. Hi Groove, Low Feedback – 9:55 (Hank Mobley) – Registrato il 21 aprile 1957
2. Easy to Love – 5:40 (Cole Porter) – Registrato il 21 aprile 1957
3. Time after Time – 6:48 (Jule Styne, Sammy Cahn) – Registrato il 21 aprile 1957
4. Dance of the Infidels – 7:54 (Bud Powell) – Regiistrato il 21 aprile 1957
5. Mighty Moe and Joe – 6:57 (Curtis Porter (Shafi Hadi)) – Registrato il 23 giugno 1957
6. Falling in Love with Love – 5:30 (Richard Rodgers, Lorenz Hart) – Registrato il 23 giugno 1957
7. Bag's Groove – 5:59 (Milt Jackson) – Registrato il 23 giugno 1957
8. Double Exposure – 8:08 (Hank Mobley) – Registrato il 23 giugno 1957
9. News – 8:13 (Curtis Porter (Shafi Hadi)) – Registrato il 23 giugno 1957
10. Mighty Moe and Joe – 6:48 (Curtis Porter (Shafi Hadi)) – Registrato il 23 giugno 1957

CD 5
1. Don't Get Too Hip – 10:58 (Hank Mobley) – Registrato il 18 agosto 1957
2. Curtain Call – 5:26 (Hank Mobley) – Registrato il 18 agosto 1957
3. Deep in a Dream – 6:00 (Jimmy Van Heusen, Edgar De Lange) – Registrato il 18 agosto 1957
4. The Mobe – 6:21 (Hank Mobley) – Registrato il 18 agosto 1957
5. My Reverie – 5:33 (Larry Clinton, Claude Debussy) – Registrato il 18 agosto 1957
6. On the Bright Side – 7:15 (Hank Mobley) – Registrato il 18 agosto 1957
7. Poppin' – 6:32 (Hank Mobley) – Registrato il 20 ottobre 1957
8. Darn That Dream – 6:11 (Jimmy Van Heusen, Edgar De Lange) – Registrato il 20 ottobre 1957
9. Gettin' into Something – 6:32 (Hank Mobley) – Registrato il 20 ottobre 1957
10. Tune-Up – 10:55 (Eddie Vinson, Miles Davis) – Registrato il 20 ottobre 1957

CD 6
1. East of Brooklyn – 10:11 (Hank Mobley) – Registrato il 20 ottobre 1957
2. High and Flighty – 6:07 (Hank Mobley) – Registrato il 9 febbraio 1958
3. Speak Low – 7:12 (Kurt Weill, Ogden Nash) – Registrato il 9 febbraio 1958
4. Peckin' Time – 6:52 (Hank Mobley) – Registrato il 9 febbraio 1958
5. Stretchin' Out – 9:03 (Hank Mobley) – Registrato il 9 febbraio 1958
6. Git-Go Blues – 12:27 (Hank Mobley) – Registrato il 9 febbraio 1958
7. High and Flighty (Alternate Take) – 6:30 (Hank Mobley) – Registrato il 9 febbraio 1958
8. Speak Low (Alternate Take) – 7:12 (Kurt Weill, Ogden Nash) – Registrato il 9 febbraio 1958
9. Stretchin' Out (Alternate Take) – 6:48 (Hank Mobley) – Registrato il 9 febbraio 1958

## Musicisti
Brani CD 1 - da 1 a 8
- Hank Mobley - sassofono tenore
- Horace Silver - pianoforte
- Doug Watkins - contrabbasso
- Art Blakey - batteria

Brani CD 1 - da 9 a 12 / CD 2 - 1
- Hank Mobley - sassofono tenore
- Donald Byrd - tromba
- Lee Morgan - tromba
- Horace Silver - pianoforte
- Paul Chambers - contrabbasso
- Charlie Persip - batteria

Brani CD 2 - da 2 a 6
- Hank Mobley - sassofono tenore
- Horace Silver - pianoforte
- Milt Jackson - vibrafono
- Doug Watkins - contrabbasso
- Art Blakey - batteria

Brani CD 3 - da 1 a 8
- Hank Mobley - sassofono tenore
- Art Farmer - tromba
- Horace Silver - pianoforte
- Doug Watkins - contrabbasso
- Art Blakey - batteria

Brani CD 3 - 9 / CD 4 - da 1 a 4
- Hank Mobley - sassofono tenore
- John Jenkins - sassofono alto
- Donald Byrd - tromba
- Bobby Timmons - pianoforte
- Wilbur Ware - contrabbasso
- Philly Joe Jones - batteria

Brani CD 4 - da 5 a 10
- Hank Mobley - sassofono tenore
- Curtis Porter (Shafi Hadi)- sassofono alto, sassofono tenore
- Bill Hardman - tromba
- Sonny Clark - pianoforte
- Paul Chambers - contrabbasso
- Art Taylor - batteria

Brani CD 5 - da 1 a 6
- Hank Mobley - sassofono tenore
- Kenny Dorham - tromba
- Sonny Clark - pianoforte
- Jimmy Rowser - contrabbasso
- Art Taylor - batteria

Brani CD 5 - da 7 a 10 / CD 6 - 1
- Hank Mobley - sassofono tenore
- Pepper Adams - sassofono baritono
- Art Farmer - tromba
- Sonny Clark - pianoforte
- Paul Chambers - contrabbasso
- Philly Joe Jones - batteria

Brani CD 6 - da 1 a 9
- Hank Mobley - sassofono tenore
- Lee Morgan - tromba
- Wynton Kelly - pianoforte
- Paul Chambers - contrabbasso
- Charlie Persip - batteria[2]